# 小西大樹 (ラグビー選手)
小西 大樹（こにし だいき、1987年8月2日 - ）は、日本の元ラグビー選手。

## プロフィール
- 奈良県出身[1]。
- ポジションはスクラムハーフ(SH)。
- 身長 166cm、体重 70kg
- ニックネームはコニ。

## 略歴
ラグビーを始めたきっかけは兄の影響から。
2006年、御所工業高校卒業後、東海大学に入る。
2010年、東海大学卒業後、三洋電機ワイルドナイツ（現・埼玉パナソニック ワイルドナイツ）に加入。
2012年9月1日に行われたジャパンラグビートップリーグ第1節のリコーブラックラムズ戦に途中出場で公式戦初出場を果たした。
2014年、豊田自動織機シャトルズ(現・豊田自動織機シャトルズ愛知)に加入。
2019年2月、豊田自動織機シャトルズを退団。
2019年10月、パナソニック ワイルドナイツに再加入、現役復帰。
2021年、埼玉パナソニックワイルドナイツを退団して現役を引退した。

## 出演

### テレビドラマ
- ノーサイド・ゲーム（2019年7月7日 - 、TBSテレビ） - 小西大樹 役[8]